# Bastardiastrum
Bastardiastrum é um género botânico pertencente à família Malvaceae. É originário da América Central.
Foi descrito por (Joseph Nelson Rose) David Martin Bates e publicado em Gentes Herbarum; occasional papers on the kind of plants 11(5): 318, no ano de 1978.
Trata-se de um género reconhecido pelo sistema de classificação filogenética Angiosperm Phylogeny Website.

## Espécies
O género tem 8 espécies descritas e aceites:
- Bastardiastrum batesii Fryxell & S.D.Koch
- Bastardiastrum cinctum (Brandeg.) D.M.Bates
- Bastardiastrum gracile (Hochr.) D.M.Bates
- Bastardiastrum hirsutiflorum (C.Presl) D.M.Bates
- Bastardiastrum incanum (Brandeg.) D.M.Bates
- Bastardiastrum tarasoides Fryxell
- Bastardiastrum tricarpellatum (B.L.Rob. & Greenm.) D.M.Bates
- Bastardiastrum wissaduloides (Baker f.) D.M.Bates